# Masafumi Makiyama
Masafumi Makiyama, född 24 december 1979, är en japansk bågskytt. Han deltog vid olympiska sommarspelen 2000.